# لثة
اللِّثَة (بالإنجليزية: gingiva or Gums) هي طبقة من الأنسجة الضامة والمخاطية الرخوة التي تستر العظم السنخي للفكين العلوي والسفلي داخل الفم. النسيج اللِّـثَـوِي نسيج شفاف بطبيعته، ويعزى لونه الأحمر للتغذية الدموية الغزيرة الواردة إليه، تلتصق اللثة إلى كل من العظم السنخي الواقع تحتها وإلى جدر السن بواسطة ما يسمى بالألياف اللِّـثَـوِية، تعدّ اللثة أيضا جزء من المكونات الأربعة للنسيج الداعم حول السني والمؤلف من: اللثة والعظم السنخي والملاط السني وأخيرا الرباط السني السنخي. يمكن أن يكون لصحة اللثة وأمراضها تأثير على الصحة العامة. وقد يؤدي التهاب اللثة وانحسارها إلى خسارة السن.

## بناء
اللثة جزء من الأنسجة الرخوة المبطنة للفم. تحيط بالأسنان وتوفر ختمًا حولها. على عكس بطانات الأنسجة الرخوة للشفاه والخدود، فإن معظم اللثة مرتبطة بإحكام بالعظم الأساسي مما يساعد على مقاومة احتكاك الطعام الذي يمر فوقها. وبالتالي عندما يكون صحيًا، فإنه يمثل حاجزًا فعالًا أمام وابل الإهانات اللثوية للأنسجة العميقة. عادة ما تكون اللثة الصحية وردية مرجانية في الأشخاص ذوي البشرة الفاتحة، وقد تكون أغمق بشكل طبيعي مع تصبغ الميلانين.
تشير التغيرات في اللون، وخاصةً زيادة الاحمرار، جنبًا إلى جنب مع التورم والميل المتزايد للنزيف، إلى التهاب قد يكون بسبب تراكم البلاك البكتيري بشكل عام، يعكس المظهر السريري للأنسجة الأنسجة الأساسية، سواء في الصحة أو المرض. عندما تكون أنسجة اللثة غير صحية، يمكن أن توفر بوابة لأمراض اللثة للتقدم إلى الأنسجة العميقة من اللثة، مما يؤدي إلى سوء تشخيص للاحتفاظ بالأسنان على المدى الطويل. يعتمد كل من نوع العلاج اللثوي وتعليمات الرعاية المنزلية المقدمة للمرضى من قبل أخصائيي الأسنان والرعاية الإصلاحية على الظروف السريرية للأنسجة.

رسم تخطيطي للثة. تاج السن مغطى بالمينا (أ). دنتين (ب). جذر السن مغطى بالملاط. ج، العظم السنخي. د، النسيج الضام تحت الظهارة. E، ظهارة الفم. F، هامش حر للثة. G، التلم اللثوي. H، ألياف اللثة الرئيسية. أنا، ألياف قمة السنخية من الرباط اللثوي (PDL). J، ألياف أفقية من PDL. K، ألياف مائلة من PDL.

## أقسام اللثة

### تنقسم اللثة تشريحيًا إلى مناطق هامشية ومتصلة وما بين الأسنان كالآتي
يمكن تقسيم اللثة تشريحيا إلى لِثـَـة حرة، ملتصقة، وبين الأسنان. كلاسيكيا من الشائع عد المخاطية الفموية المغطية لباطن الخدود ولدهليز وأرض الفم جزءا مخاطيا من اللثة، إلا أن هذا الخلط الشائع تعوزه الدقة.

### اللثة الحرة أو الحفافية (اللثة الهامشية)
هي الحافة اللثوية الحرة التي تحيط بعنق السن مثل ياقة القميص، في 50% من الحالات، تكون مفصولة عن القسم الملتصق من اللثة بواسطة انخفاض ضحل يسمى بالثلم اللِّـثَـوِي، عرضها التقليدي حوالي 1 ملم، وهي تشكل الجدار الرخو للميزاب السني - اللِّـثَـوِي. يمكن إبعاد اللثة الحرة عن السن بسهولة بواسطة تيار هواء مضغوط أو بالمسبر اللثوي.
اللثة الحدية هي حافة اللثة المحيطة بالأسنان بطريقة تشبه الياقة. في حوالي نصف الأفراد، يتم ترسيم حدوده عن اللثة المجاورة والمرفقة بواسطة منخفض خطي ضحل، أخدود اللثة الحر. هذا الانخفاض الطفيف على السطح الخارجي للثة لا يتوافق مع عمق التلم اللثوي ولكن بدلاً من ذلك يتوافق مع الحد القمي للظهارة الموصلة. يختلف عمق هذا الأخدود الخارجي حسب مساحة تجويف الفم. الأخدود بارز جدًا على الجزء الأمامي من الفك السفلي والضواحك.
يختلف عرض اللثة الهامشية من 0.5 إلى 2.0 مم من قمة اللثة الحرة إلى اللثة المرفقة. تتبع اللثة الهامشية النمط الصدفي الذي تم تحديده بواسطة محيط تقاطع الملاط والملاط (CEJ) للأسنان. تتميز اللثة الهامشية بمظهر أكثر شفافية من اللثة المرفقة، ولكن لها مظهر سريري مماثل، بما في ذلك اللون الوردي، والبلادة، والحزم. في المقابل، تفتقر اللثة الهامشية إلى وجود التنقيط، والأنسجة متحركة أو خالية من سطح السن الأساسي، كما يمكن إثبات ذلك باستخدام مسبار اللثة. يتم تثبيت اللثة الهامشية بواسطة ألياف اللثة التي ليس لها دعم عظمي. يمكن أيضًا رؤية هامش اللثة، أو قمة اللثة الحرة، في الجزء الأكثر سطحية من اللثة الهامشية، سريريًا، ويجب تسجيل موقعها على مخطط المريض.

### اللثة الملتصقة (اللثة المرفقة)
تكون متماهية مع اللثة الحرة، وهي مقاومة وذات قوام مطاطي، وملتصقة بإحكام إلى السمحاق المغطي للعظم السنخي. في الحالات الصحية يكون سطحها محببا نوعا ويعطي انطباعا شبيها بقشر البرتقال، أما لونها فكما الحال مع اللثة الحرة فهو زهري كاشف.
يحدها في الإتجاه التاجي الثلم اللثوي الذي يفصلها عن اللثة الحرة، ويحدها في الاتجاه الذروي الملتقى المخاطي اللثوي، والذي يفصلها عن المخاطية الفموية، وهي تختلف عن اللثة الملتصقة بعدم التصاقها للبنى التشريحية التحتية، وهذا تكيف وظيفي لإعطاء مجال حركة لدى فتح واغلاق الفم.
اللثة المرفقة مستمرة مع اللثة الحدية. تتصف بأنها متينة ومرنة ومرتبطة بإحكام بالسمحاق الكامن للعظم السنخي. يمتد الجانب الوجهي من اللثة المرفقة إلى الغشاء المخاطي السنخي الفضفاض والمتحرك نسبيًا، والذي يتم تحديده من خلال تقاطع اللثة المخاطية. قد تظهر اللثة المرفقة مع تنقيط السطح. النسيج عند التجفيف يكون باهتًا وثابتًا وغير متحرك، بكميات متفاوتة من التنقيط. يختلف عرض اللثة المرفقة حسب موقعها. يختلف عرض اللثة المرفقة على الوجه باختلاف مناطق الفم. بشكل عام يكون أكبر في منطقة القاطعة (3.5 إلى 4.5 ملم في الفك العلوي و 3.3 إلى 3.9 مم في الفك السفلي) وأقل في الأجزاء الخلفية، مع أقل عرض في منطقة الضواحك الأولى (1.9 ملم في الفك العلوي و 1.8 مم في الفك السفلي). ومع ذلك، قد تكون مستويات معينة من اللثة الملتصقة ضرورية لاستقرار الجذر الأساسي للسن.

### اللثة بين الأسنان
تحتل هذه اللثة الفرجات السنية، والتي هي تلك المسافات بين السنية أسفل نقاط تماس الأسنان، لها اسم آخر هو الحليمات اللِّـثَـوِية وشكلها مثلثي من الدهليزي واللساني أو الحنكي، ويصل بين هذين المثلثين انخماص يسمى: السرج اللِّـثَـوِي.
تقع اللثة بين الأسنان. يشغلون احتضان اللثة، وهو مساحة بينية أسفل منطقة ملامسة الأسنان. يمكن أن تكون الحليمة بين الأسنان هرمية أو لها شكل «عمود». العلكة المرفقة تقاوم قوى المضغ ومغطاة بالكيراتين.
يختلف العمود في العمق والعرض، اعتمادًا على اتساع أسطح الأسنان الملامسة. تتكون الظهارة التي تغطي القولون من اللثة الحدية للأسنان المجاورة، باستثناء أنها غير متقرنة. يوجد بشكل رئيسي في اللثة العريضة بين الأسنان للأسنان الخلفية، ولا يوجد بشكل عام مع تلك الأنسجة بين الأسنان المرتبطة بالأسنان الأمامية لأن النسيج الأخير يكون أضيق. في حالة عدم وجود تلامس بين الأسنان المتجاورة، تمتد اللثة المتصلة دون انقطاع من الوجه إلى الجانب اللغوي. قد يكون القولون مهمًا في تكوين أمراض اللثة ولكنه يظهر سريريًا فقط عند قلع الأسنان.

### المناطق بين الأسنان
إنه جزء من اللثة يمتد بين أسنان حتى نقطة التلامس. هناك حليمة جانبية بين الأسنان وجانب لغوي بين الأسنان. الحليمة بين الأسنان لها قمة وهوامش مقعرة. الحافة والهوامش غير مرتبطة والجزء المركزي متصل. في حالات الالتهابات، تفقد الحليمة بين الأسنان تقعرها.

## خصائص اللثة السليمة

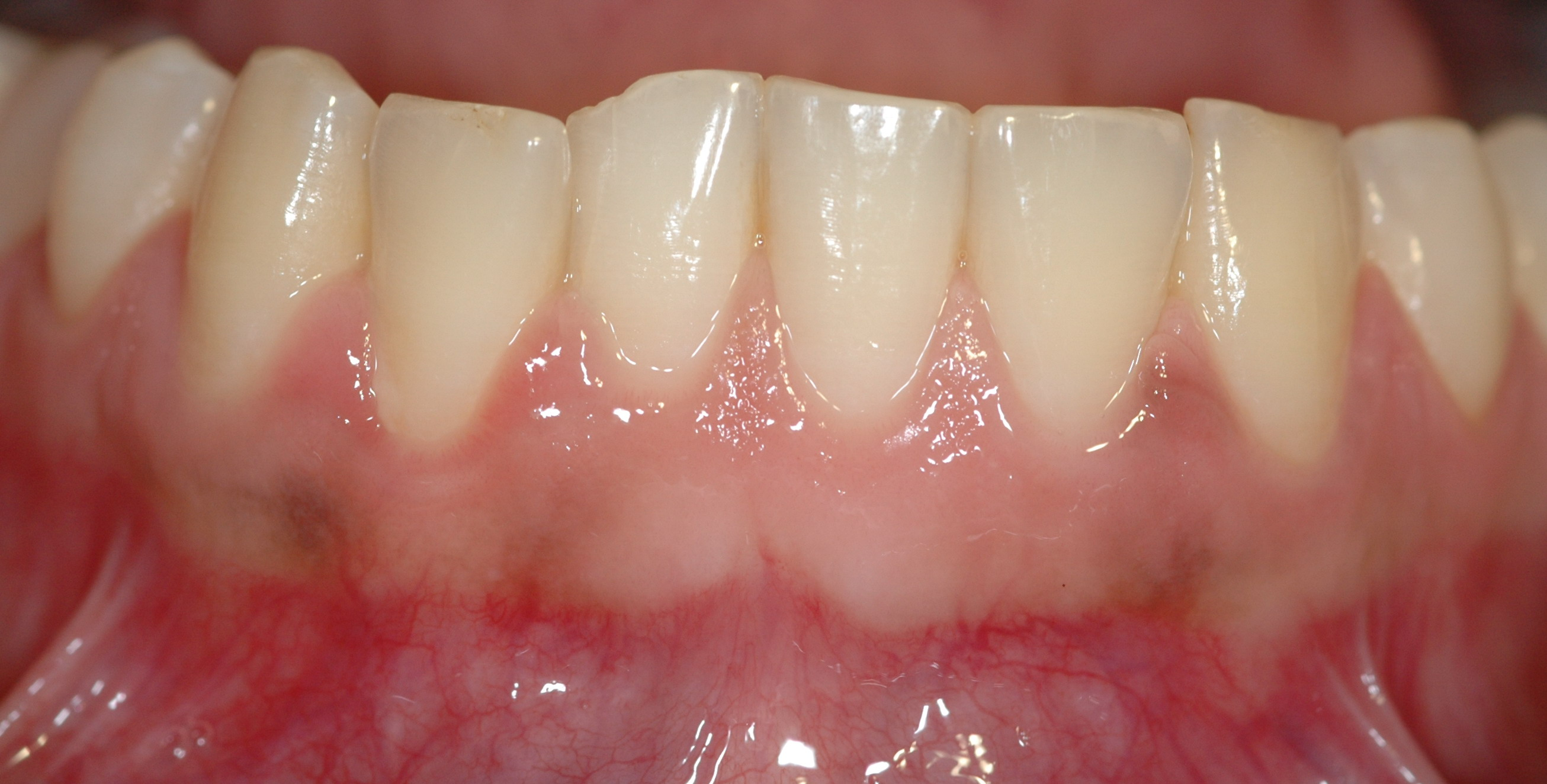
لثة في الحالة الصحية

### اللون
لون اللثة الصحي غالبا ما يوصف بأنه زهري رائق، الألوان الأخرى تدل على إصابات مرضية كالأحمر القاني في التهاب اللثة الحاد والأحمر الغامق إلى الأحمر المزرق في التهاب اللثة المزمن، ويمكن أن تتسبب الرواسب الزائدة من الميلانين في ظهور بقع داكنة أو بقع على اللثة (فرط تصبغ اللثة بالميلانين)، خاصة عند قاعدة الحليمات بين الأسنان. كما يمكن أن يسبب التدخين أو تعاطي المخدرات تغير اللون أيضًا (مثل «فم الميثامفيتامين»). وعلى الرغم من وصف اللثة الصحية باللون الوردي المرجاني، إلا أن الاختلاف في درجة لون اللثة الصحية من شخص لآخر ممكن أن يكون نتيجة عوامل مثل: سمك اللثة ودرجة التقرن في الظهارة، ودرجة تدفق الدم إلى اللثة، ونسبة تصبغ الجلد الطبيعي، وأيضاً الإصابة بأمراض عضوية ما، وتناول أدوية معينة من شأنها التأثير لون اللثة. وعلى الرغم من ذلك، تلعب الاختلافات العرقية دورا في درجة تلون اللثة في الحالة الصحية، بمعنى أنه وفي العرق الأسمر مثلا قد نشاهد اللثة بلون غامق بل وحتى مصطبغة بلون أسود من صباغ الميلانين دون أن يعني ذلك أي تظاهرة مرضية، ولذلك نعتمد أكثر في تشخيص المرض اللِّـثَـوِي على تجانس اللون أكثر من اللون بحد ذاته.
إزالة تصبغ اللثة (المعروف أيضًا باسم تبييض اللثة) هو إجراء يستخدم في طب الأسنان التجميلي لإزالة هذه التصبغات. يستخدم الليزر كتقنية حديثة في هذا الشلأن بحيث يمكن أن يقوم الليزر باستهداف الخلايا الميلانينية وتقليل إنتاج الميلانين في نسيج اللثة. وجدت دراسة أن استخدام ليزر (Er، Cr: YSGG) كان فعالاً ولم تكن هناك علامات على إعادة التصبغ بعد فترة متابعة لمدة 6 أشهر.

### محيط شكل
اللثة الصحية لها محيط أملس ومستدق كحد السكين حول عنق السن. وتكون الحليمات شاغلة تماما كامل المسافة بين السنية وبشكل مثلثي، أما عندما تلتهب اللثة وتورم فتصبح الحواف مدورة منتفخة.

### الملمس
اللثة الصحية لها نسيج قوي مقاوم للحركة، وغالبًا ما يظهر نسيج السطح تنقيطًا على السطح . من ناحية أخرى، غالبًا ما تكون اللثة غير الصحية منتفخة وأقل صلابة. اللثة الصحية لها ملمس يشبه قشر البرتقال بسبب التنقيط.

### القوام
قوام اللثة السليمة قوام متماسك مرن مقاوم للحركة وسطح اللثة الملتصقة محبب ومفصص كقشر البرتقال، في حالات الالتهاب الحاد يصبح رخو اسفنجياً، وفي حالات التهاب اللثة المزمن يصبح القوام متماسكاً ليفياً بأكثر من الطبيعي.

### رد فعل للاضطراب
عادة لا يكون للثة السليمة أي رد فعل تجاه الاضطرابات الطبيعية مثل تنظيف الأسنان بالفرشاة أو فحص دواعم الأسنان. على العكس من ذلك، ستظهر اللثة غير الصحية نزيفًا عند الفحص (BOP) و / أو الإفرازات القيحية.

## الأهمية السريرية

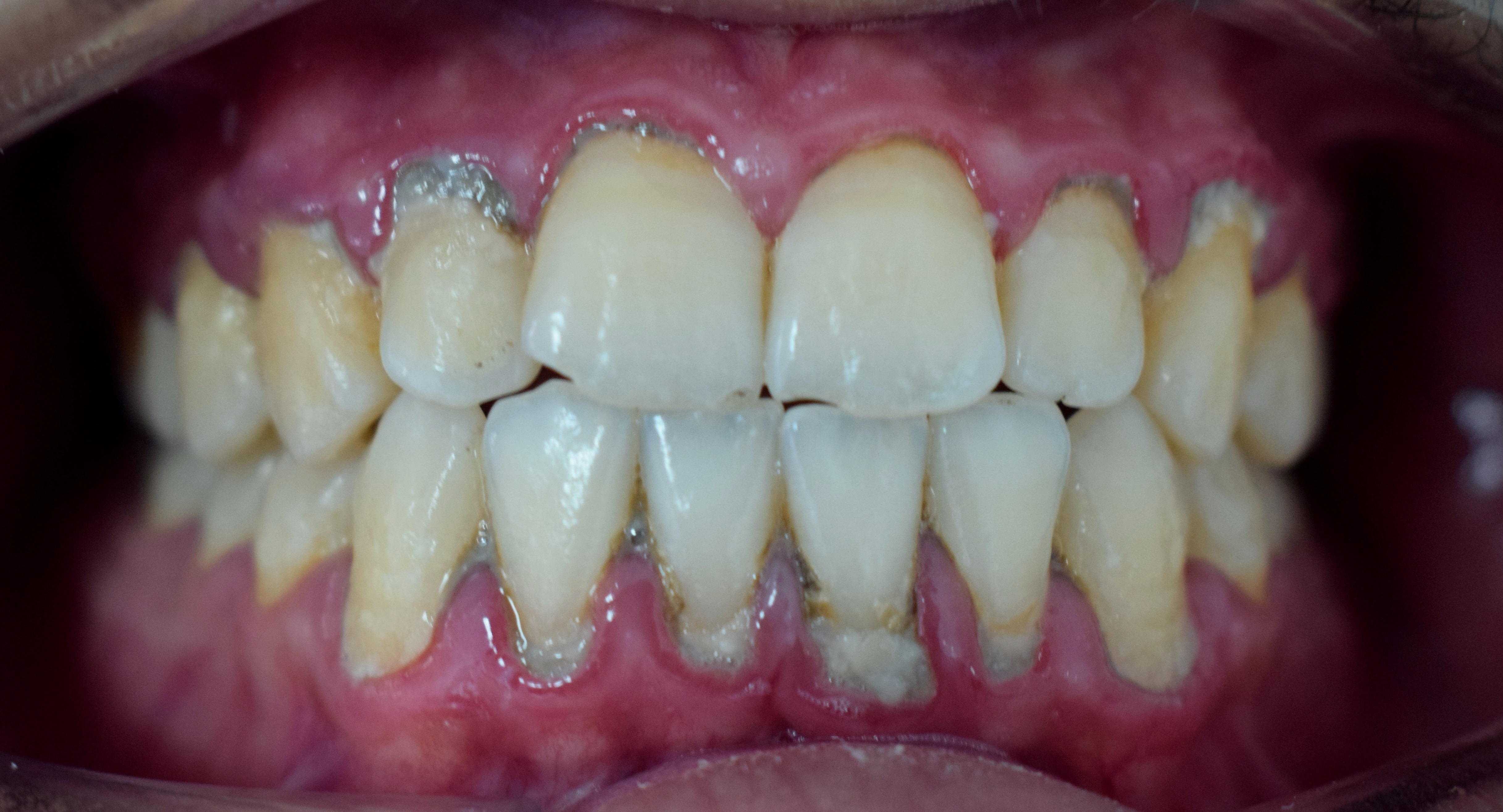
لثة ملتهبة بسبب البلاك واللويحات السنية

النظام البيئي الدقيق في تجويف اللثة، تغذيه دائماً بقايا الطعام واللعاب، وذلك بالتأكيد يدعم نمو العديد من الكائنات الحية الدقيقة، والتي يمكن أن تكون بعض ضار بالصحة. وبالتالي، يمكن أن تؤدي نظافة الفم غير السليمة أو غير الكافية إلى العديد من اضطرابات اللثة، بما في ذلك التهاب اللثة أو التهاب دواعم السن، والتي تعد من الأسباب الرئيسية لفشل الأسنان. أظهرت الدراسات الحديثة أيضًا أن الستيرويدات الابتنائية مرتبطة ارتباطًا وثيقًا بتضخم اللثة الذي يتطلب استئصال اللثة في كثير من الحالات. يحدث تراجع اللثة عندما تكون هناك حركة قمية لهامش اللثة بعيدًا عن سطح العض (الإطباق). قد يشير إلى التهاب أساسي مثل التهاب دواعم السن  أو تقيح،  تشكل الجيب، جفاف الفم  أو إزاحة اللثة الهامشية بعيدًا عن السن بواسطة ميكانيكي (مثل الفرشاة)،  كيميائي، أو الوسائل الجراحية. قد يؤدي تراجع اللثة، بدوره، إلى تعريض رقبة الأسنان وتركها عرضة لتأثير المحفزات الخارجية، وقد يسبب حساسية للجذر. 

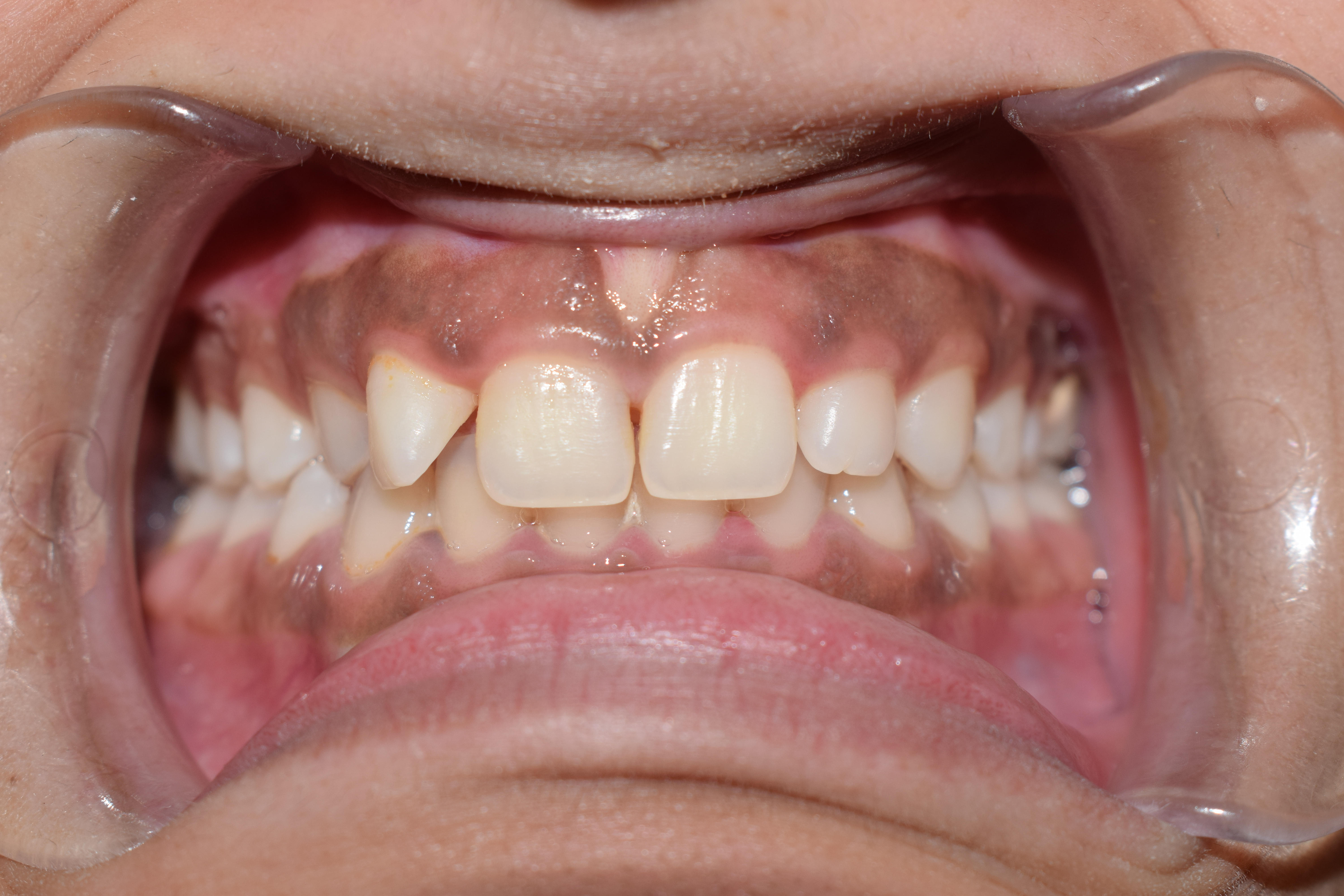
لون غامق باللثة لشابة تبلغ 22 من العمر

### الأمراض اللِّـثَـوِية
يستضيف فم الإنسان حتى في الحالة الصحية مئات من البكتيريا والأحياء الدقيقة، تؤلف تلك الأحياء مع بعضها ومع مضيفها منظومة احيائية صغرية، الطاقة اللازمة لهذه المنظومة تتاتى من اللعاب والمواد الغذائية الداخلة عبر الفم. طالما أن هناك حالة توازن بين نشاط البكتيريا الممرضة وتلك غير الممرضة بالإضافة للعوامل المناعية للمضيف فلا وجود للمرض اللثوي أو الداعم. ولكن في الحالات التي يحدث فيها خلل في هذا التوازن الدقيق تبدأ لدينا الإصابة المرضية. معظم الجراثيم اللِّـثَـوِية الممرضة هي جراثيم لا هوائية وسالبة الغرام، وأشهرها:
- الفطر الشعاعي الأبيض الملهب للنسج الداعمة (Aa actinobacillus actinomycetemcomitans).
- المثقبة اللثوية (Pg porphyromonas Gingivalis).
- التريبونوما السنية (Td Treponema Denticola).
- تانريلا فورسيثيا (Tf Tannerella Forsythensis).

## علاج امراض اللثة
يشمل العلاج تقويم الأسنان، الجراحة، حقن توكسين البوتولينوم وزرع الدهون الذاتية الدقيقة لقد نجح البوتوكس (BTX-A) في علاج الابتسامات اللثوية، ولكن النتائج ليست دائمة، فهي تستمر لمدة 6 أشهر في المتوسط. يتم حقن المادة في عضلات الشفة العلوية شديدة النشاط، مما يؤدي إلى انخفاض في الحركة الصعودية للشفة مما يؤدي إلى ابتسامة مع تعرض أقل للثة. على الجانب الجانبي من الأنف. العضلة الرافعة العلوية (LLS)، العضلة الرافعة العلوية العليا (LLSAN)، العضلة الوجنية الصغرى (ZMi).

## صور إضافية

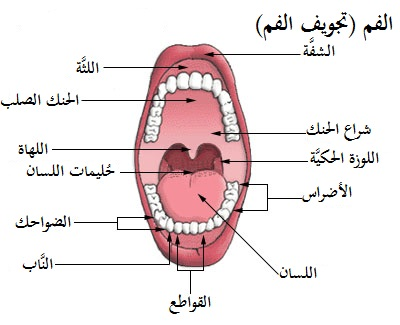
Mouth (oral cavity)
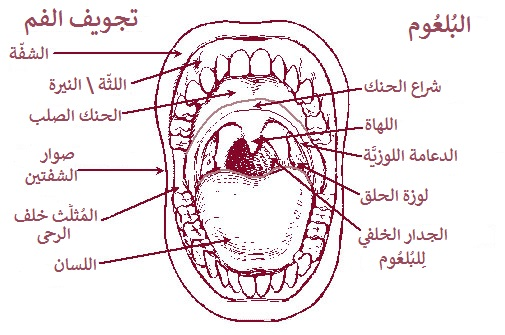
Mouth

## روابط ذات صلة
- سن
- طب أسنان
- علم أمراض النسج الداعمة
- أمراض النسج الداعمة
- التهاب اللثة التقرحي التموتي